# Younès Essalhi
Younès Essalhi (* 20. Februar 1993) ist ein marokkanischer Langstreckenläufer.

## Sportliche Laufbahn
Erste internationale Erfahrungen sammelte Younès Essalhi 2012 bei den Juniorenweltmeisterschaften in Barcelona, bei denen er im 5000-Meter-Lauf mit 13:41,69 min den vierten Platz belegte. Im Jahr darauf siegte er bei den Spielen der Frankophonie in Nizza in 13:49,36 min und kam anschließend bei den Islamic Solidarity Games in Palembang nicht ins Ziel. 2015 qualifizierte er sich erstmals für die Weltmeisterschaften in Peking, gelangte aber auch dort nicht ins Ziel. 2016 belegte er bei den Afrikameisterschaften in Durban im 1500-Meter-Lauf in 3:41,34 min den vierten Platz und nahm anschließend über 5000 Meter an den Olympischen Spielen in Rio de Janeiro teil, gelangte dort mit 13:41,41 min aber nicht bis in das Finale. 2017 siegte er bei den Islamic Solidarity Games in Baku in 13:27,64 min über 5000 Meter, wie auch bei den Spielen der Frankophonie in Abidjan in 14:11,60 min. 2018 gelangte er bei den Hallenweltmeisterschaften in Birmingham in 8:16,63 min den sechsten Platz im 3000-Meter-Lauf und siegte anschließend bei den Mittelmeerspielen in Tarragona in 13:56,12 min über 5000 Meter. Daraufhin wurde er bei den Afrikameisterschaften in Asaba in 13:58,64 min Siebter. Im Jahr darauf belegte er bei den Arabischen Meisterschaften in Kairo in 13:56,93 min den vierten Platz.
2015 und 2016 wurde Essalhi marokkanischer Meister im 1500-Meter-Lauf.

## Persönliche Bestleistungen
- 1500 Meter: 3:35,52 min, 27. Juni 2013 in Sollentuna
- 3000 Meter: 7:43,20 min, 18. Juli 2018 in Bellinzona
  - 3000 Meter (Halle): 7:45,07 min, 2. März 2018 in Birmingham
- 5000 Meter: 13:16,07 min, 9. Juni 2013 in Rabat